# Гордон Діксон
Гордон Руперт Діксон (англ. Gordon Rupert Dickson; 1 листопада 1923, Едмонтон — 31 січня 2001, Ричфілд) — канадсько-американський письменник-фантаст. У 2000 році його записали в Залу слави наукової-фантастики та фентезі.

## Біографія
Гордон Діксон народився 1 листопада 1923 року в Едмонтон (Альберта). Після смерті його батька в 1937 році, вони разом з матір'ю переїхали в Міннеаполіс (штат Міннесота). Під час війни він служив в американській армії в 1943—1946 роках. Після армії він поступив в Міннесотський університет, і в 1948 році здобув ступінь бакалавра мистецтв.
Діксон більшість свого життя страждав на астму, мав жахливу алергію на котів. 31 січня 2001 року він помер в себе дома в Ричфілді (Міннесота) від ускладнень астми.
Гордон Діксон почав свою письменницьку кар'єру в 1950 році (перше оповідання «Trespass!», написаний разом з Полом Андерсоном), а вже наступного року ще три його оповідання було опубліковано в «Аналог: наукова фантастика та факти», а також роботи в інших журналах. В 1956 році був опублікований його перший роман «Прибульці з Арктуру» (англ. Alien From Arcturus). А в 1959 році видався роман «Природжений генерал» (англ. The Genetic General), який приніс йому славу. Через рік роман був перевиданий під назвою «Дорсай!» (англ. Dorsai!), який почав цикл найвідоміших творів Діксона: «Дорсайський цикл» (Хоча самому Діксону ця назва не подобалась, і він назвав його Цикл про Чайльда (англ. Childe Cycle)). Іншим відомим циклом творів автора був цикл «Лицар-дракон» (англ. Dragon Knight]), який почався з гумористичного роману «Дракон і Джордж» (англ. The Dragon and the George) в 1976, але активно романи почались писатись після роману «Лицар-дракон» (англ. The Dragon Knight), який вийшов в 1992 році.

## Вибрані твори

### Цикл Чайльд
- 1960 — Природжений генерал (англ. The Genetic General) (перевидано в 1976 як Дорсай!: Dorsai!), номінована на премію Г'юго за найкращий роман.
- 1962 — Некромант (англ. Necromancer) (інша назва: Немає місця для людини (англ. No Room for Man))
- 1967 — Солдат, не питай (англ. Soldier, Ask Not). Переможець премії Г'юго за найкраще оповідання.
- 1971 — Тактика помилки (англ. Tactics of Mistake)
- 1979 — Дух Дорсай (англ. The Spirit of Dorsai)
- 1980 — Загублений Дорсай (колекція оповідань) (англ. Lost Dorsai). Переможець премії Г'юго за найкращу повість.
- 1984 — Остання Енциклопедія The Final Encyclopedia
- 1986 — Дорсай компаньйон (англ. The Dorsai Companion)
- 1988 — Співоча гільдія (англ. The Chantry Guild)
- 1991 — Молоді Блеї (англ. Young Bleys)
- 1994 — Інший (англ. Other)
- 2007 — Антагоніст (англ. Antagonist) (разом з Девідом Віксоном)

### Цикл про Лицаря-Дракона
- 1976 — Дракон і Джордж (англ. The Dragon and the George)
- 1990 — Лицар-Дракон (англ. The Dragon Knight)
- 1992 — Дракон на кордоні (англ. The Dragon on the Border)
- 1992 — Дракон на війні (англ. The Dragon at War)
- 1994 — Дракон, ярл і троль (англ. The Dragon, the Earl, and the Troll)
- 1996 — Дракон і джин (англ. The Dragon and the Djinn)
- 1997 — Дракон і незграбний король (англ. The Dragon and the Gnarly King)
- 1998 — Дракон у Лайонесі (англ. The Dragon in Lyonesse)
- 2000 — Дракон і фея з Кенту (англ. The Dragon and the Fair Maid of Kent)

### Серія Хока!
- 1957 — Тягар землянина (англ. Earthman's Burden) (з Полом Андерсоном)
- 1983 — Хока! (англ. Hoka!) (з Полом Андерсоном)
- 1983 — Зоряний принц Чарлі (англ. Star Prince Charlie) (з Полом Андерсоном)
- 1998 — Хока! Хока! Хока! (англ. Hoka! Hoka! Hoka!)) — зібрання історій з 1951 до 1956 років.
- 2000 — Хока Пока! (англ. Hokas Pokas!) (з Полом Андерсоном) (включає Зоряний принц Чарлі)

### Романи

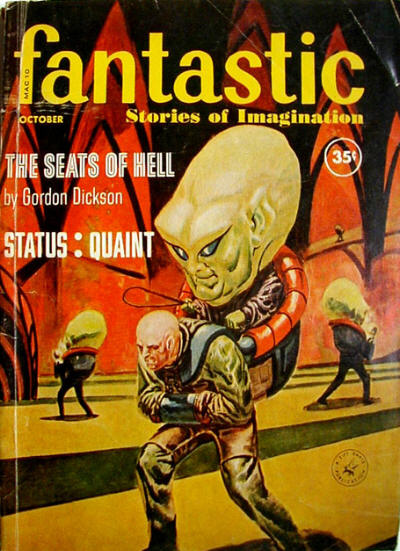
Коротка повість Діксона «The Seats of Hell» на обкладинці травневого випуску «Fantastic» 1959, належить антології Beginnings

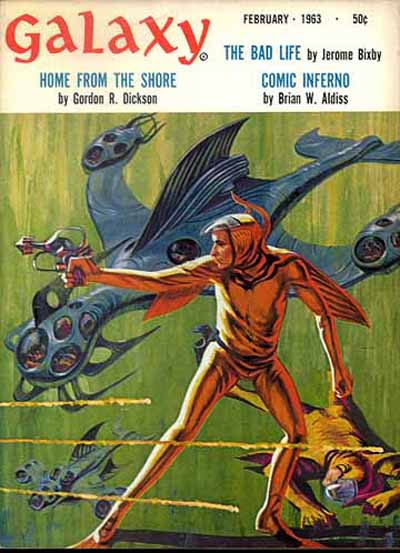
Коротка повість «Home from the Shore», на обкладинці лютневого випуску «Galaxy Science Fiction» 1963, належить антології Mutants

- 1956 — Alien from Arcturus (розширене як Arcturus Landing)
- 1956 — Mankind on the Run (інша назва 1979-го року: On the Run)
- 1960 — Time to Teleport
- 1961 — Naked to the Stars
- 1961 — Spacial Delivery
- 1961 — Delusion World
- 1965 — The Alien Way
- 1965 — The Space Winners
- 1965 — Mission to Universe (перевидано в 1977)
- 1967 — The Space Swimmers
- 1967 — Planet Run (разом з Кіт Ломером)
- 1969 — Spacepaw
- 1969 — Wolfling
- 1969 — None But Man
- 1970 — Hour of the Horde
- 1971 — Sleepwalkers’ World
- 1972 — The Outposter
- 1972 — The Pritcher Mass
- 1973 — Alien Art
- 1973 — The R-Master (перевидано як The Last Master в 1984)
- 1974 — Gremlins, Go Home (разом з Бен Бова)
- 1977 — The Lifeship (інша назва: Lifeboat) (з Гаррі Гаррісоном)
- 1977 — Time Storm
- 1978 — The Far Call
- 1978 — Home from the Shore
- 1978 — Pro (ілюстровано Джеймсом Одбертом)
- 1980 — Masters of Everon
- 1984 — The Last Master
- 1984 — Jamie the Red (разом з Роландом Гріном)
- 1986 — The Forever Man
- 1987 — Way of the Pilgrim
- 1989 — The Earth Lords
- 1990 — Wolf and Iron
- 1995 — The Magnificent Wilf
- 2000 — The Right to Arm Bears зібрання творів таких як: Spacial Delivery, Spacepaw, і т. д.

### Збірки оповідань
- 1970 — Danger—Human (під іменем The Book of Gordon Dickson)
- 1970 — Mutants
- 1973 — The Star Road
- 1974 — Ancient, My Enemy
- 1987 — Gordon R. Dickson's SF Best (перевидано In the Bone в 1987)
- 1980 — In Iron Years
- 1981 — Love Not Human
- 1983 — The Man from Earth
- 1984 — Dickson! (перевидано як Steel Brother в 1985)
- 1984 — Survival!
- 1985 — Forward!
- 1985 — Beyond the Dar Al-Harb
- 1985 — Invaders!
- 1985 — Steel Brother
- 1986 — The Man the Worlds Rejected
- 1986 — Mindspan
- 1986 — The Last Dream
- 1987 — The Stranger
- 1988 — Guided Tour
- 1988 — Beginnings
- 1988 — Ends
- 2003 — The Human Edge

### Дитячі фантастичні книги
- 1960 — Secret under the Sea
- 1963 — Secret under Antarctica
- 1964 — Secret under the Caribbean
- 1986 — Secrets of the Deep (зібрання попередніх трьох)